# Sudáfrica en los Juegos Paralímpicos de Tokio 2020
Sudáfrica estuvo representada en los Juegos Paralímpicos de Tokio 2020 por un total de 34 deportistas, 20 hombres y 14 mujeres.

## Medallistas
El equipo paralímpico sudafricano obtuvo las siguientes medallas:
| Nombre           | Deporte          | Evento                          |
| ---------------- | ---------------- | ------------------------------- |
| Oro              |                  |                                 |
| Ntando Mahlangu  | Atletismo        | 200 m T61 masculino             |
| Ntando Mahlangu  | Atletismo        | Salto de longitud T63 masculino |
| Anrune Weyers    | Atletismo        | 400 m T47 femenino              |
| Pieter du Preez  | Ciclismo en ruta | Contrarreloj H1 masculino       |
| Plata            |                  |                                 |
| Louzanne Coetzee | Atletismo        | 1500 m T11 femenino             |
| Bronce           |                  |                                 |
| Sheryl James     | Atletismo        | 400 m T37 femenino              |
| Louzanne Coetzee | Atletismo        | Maratón T12 femenino            |